# 兴安白头翁
兴安白头翁（学名：Pulsatilla dahurica）为毛茛科白头翁属下的一个种。

## 扩展阅读
- 維基物種上的相關：兴安白头翁